# Xã Martin, Quận Conway, Arkansas
Xã Martin (tiếng Anh: Martin Township) là một xã thuộc quận Conway, tiểu bang Arkansas, Hoa Kỳ. Năm 2010, dân số của xã này là 140 người.